# Neumühler See
Der Neumühler See ist ein langgestreckter, schmaler, mesotropher See in Mecklenburg-Vorpommern, der während der Eiszeit durch Gletscher entstand. Das Gewässer befindet sich mehrheitlich auf dem westlichen Schweriner Stadtgebiet, mit Ausnahme des nordwestlichen Zipfels, der zur Gemeinde Brüsewitz gehört.

## Beschreibung
Namensgebend ist die abgegangene, 1357 und 1362 erstmals erwähnte Neue Mühle am Südufer des Sees, nach der auch der heutige Schweriner Stadtteil Neumühle, der am Südostufer liegt, benannt ist.
Der Neumühler See ist 3,1 Kilometer lang und nur maximal 410 Meter breit. Die Uferlänge beträgt etwa 14 Kilometer, die durchschnittliche Wassertiefe 7,9 Meter. Das oberirdische Einzugsgebiet beträgt 18 km², größtenteils wird das Gewässer durch Grundwasser gespeist. Das Ufer ist überwiegend bewaldet und steil. Der See ist Lebensraum des Fischotters, ist FFH-Gebiet (Fauna-Flora-Habitat-Richtlinie) und gehört zum europäischen Natura-2000-Schutzgebietssystem, Teile der Uferbereiche sind gesetzlich geschützte Biotope.
Bis 1989 wurde aus dem See Trinkwasser entnommen (Wasserturm Schwerin-Neumühle). Durch eine größere biologische Belastung und höhere Anforderungen an das Trinkwasser wird dieses jetzt nur noch aus Tiefbrunnen der Uferregion gewonnen. Die Entnahme von Trinkwasser sorgte in der Vergangenheit für Wasserstandsschwankungen von bis zu 3,5 Metern und führte zu einer Abnahme der Wasserfläche von 211 (1913) auf 171 Hektar (1998). Durch Errichtung eines weiteren Wasserwerkes 1954 und eines Wehres im Jahr 1990 konnte der Wasserstand des Sees stabilisiert werden. Der einzige Ablauf des Sees ist der Nuttelbach, er fließt im Norden Görries in den kleinen Ostorfer See.

## Flora und Fauna

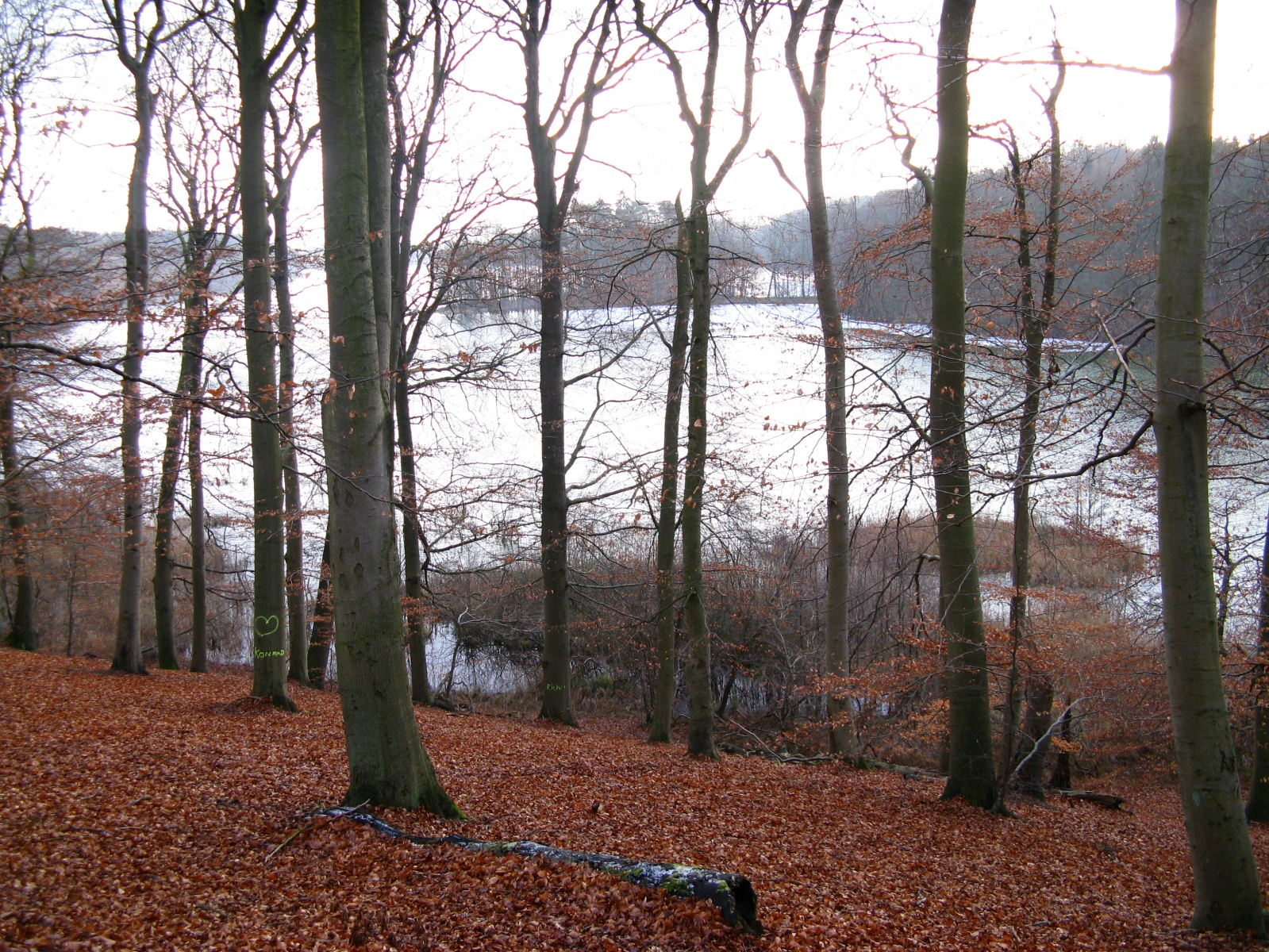
Stark abschüssiges Nordufer im Friedrichsthaler Forst

Um den See herum befinden sich Erlen- und Weidenbrüche. Da nur kleinflächige Flachwasserzonen existieren und der Wasserstand in der Vergangenheit stark schwankte, gibt es lediglich schmale Röhrichtstreifen und Schwimmblattbestände.
Im Bereich des Sees konnten 1996 32 Brutvogel- und 29 Gastvogelarten, unter anderem der Fischadler, und der Fischotter nachgewiesen werden. Häufig vorkommende Fische sind Barsche, Bleie, Aale, Hechte, Kleine Maräne und Plötze